# Рокитненське сільське поселення (Хабаровський район)
Роки́тненське сільське поселення (рос. Ракитненское сельское поселение) — сільське поселення у складі Хабаровського району Хабаровського краю Росії.
Адміністративний центр — село Рокитне.

## Населення
Населення сільського поселення становить 5508 осіб (2019; 5445 у 2010, 5770 у 2002).

## Склад
До складу сільського поселення входять:
| Населений пункт | Населення, осіб (2002) | Населення, осіб (2010) |
| --------------- | ---------------------- | ---------------------- |
| Гаровка-1, село | 1261                   | 1302                   |
| Гаровка-2, село | 2166                   | 1795                   |
| Рокитне, село   | 2343                   | 2348                   |